# Gaudichaudius cimex
Gaudichaudius cimex är en ringmaskart som först beskrevs av Jean Louis Armand de Quatrefages de Bréau 1866.  Gaudichaudius cimex ingår i släktet Gaudichaudius och familjen Polynoidae. Inga underarter finns listade i Catalogue of Life.